# Voiture GCI
Pour les articles homonymes, voir GCI.
Les voitures GCI (GCI = Grande Capacité et Intercirculation) faisaient partie du matériel roulant ferroviaire des Chemins de fer de l'État belge et de la Société nationale des chemins de fer belges (SNCB).

## Caractéristiques

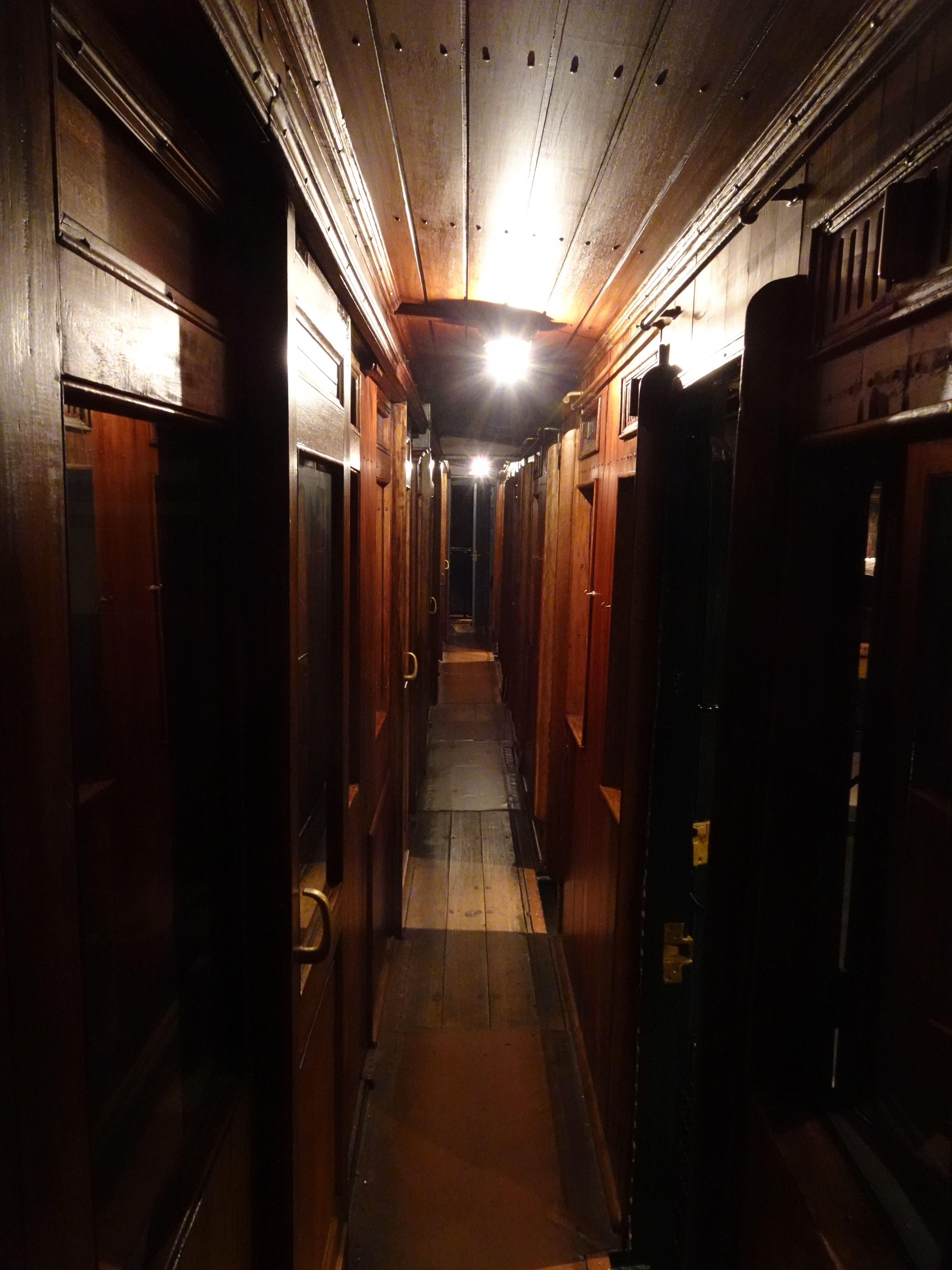
Couloir d'une GCI de 1re et 2e classe.

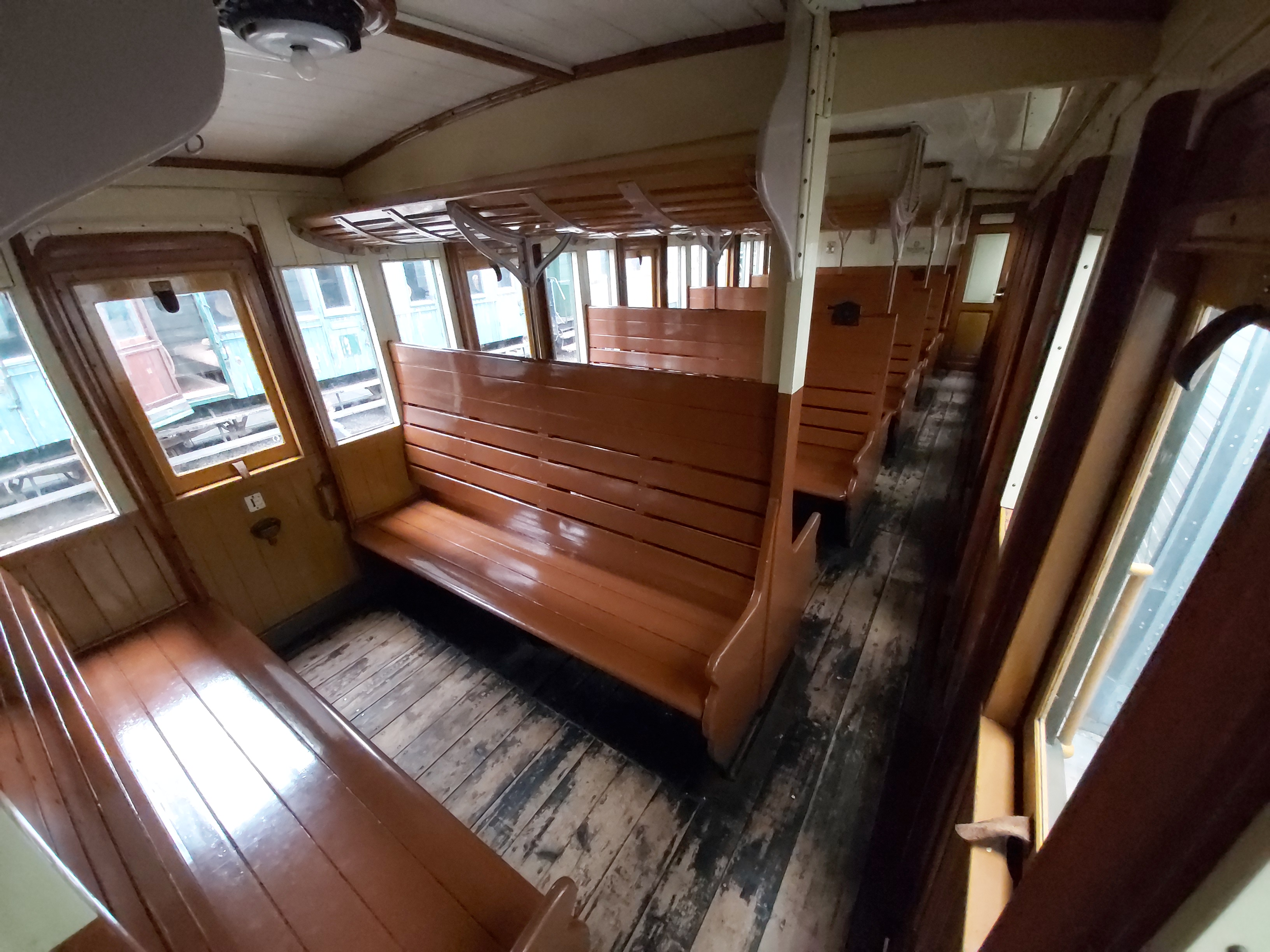
Aménagement 3e classe (en configuration d'origine, à couloir latéral).

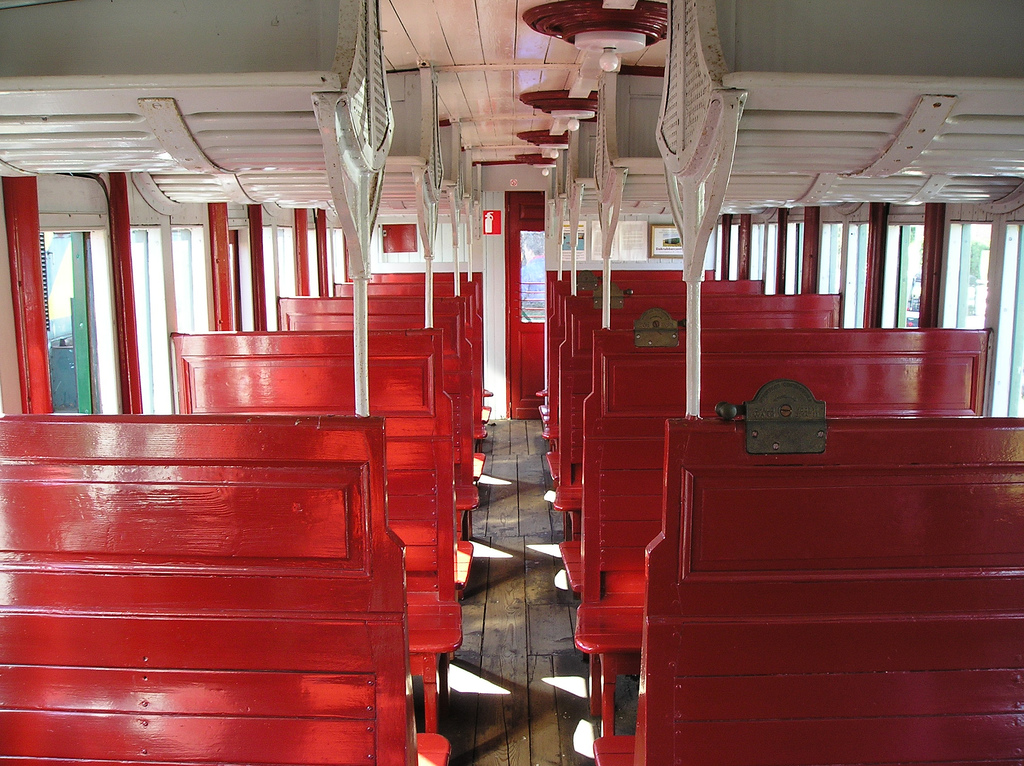
Voiture de 3e classe transformée avec couloir central.

Ce sont les dernières voitures pour voyageurs, du service intérieur, à avoir disposé d’une caisse en bois posée sur un châssis métallique à trois essieux pour un poids de 27 à 29 tonnes selon la sous-série. Elles dérivent des voitures GC (Grande Capacité) dont elles reprennent l'essentiel des caractéristiques techniques[réf. nécessaire] (chauffage à la vapeur depuis la locomotive, ventilateurs passifs "torpedo" en toiture, frein pneumatique Westinghouse, frein à vis sur certaines voitures, fenêtres coulissantes dans les portes, éclairage au gaz, remplacé ensuite par une génératrice et une batterie 24V) mais se distinguent par la présence d'une intercirculation, de toilettes et d'un couloir intérieur reliant tous les compartiments (seules quelques GC tardives disposaient de toilettes et de couloirs intérieurs). Autre amélioration de confort, l'écart entre les sièges est plus grand, y compris en troisième classe.
L'intercirculation permit aux contrôleurs de passer d’une voiture à l'autre sans devoir jouer les équilibristes sur les marchepieds latéraux. Elle n'était pas accessible aux voyageurs, les portes étant verrouillées. Cela posa quelques soucis vu que les premiers véhicules ne disposaient pas tous de toilettes. Cet équipement se trouve toutefois sur la plupart des voitures livrées ultérieurement. À l’origine, les voitures GCI à voyageurs possédaient une plate-forme métallique à chaque extrémité. Sur les voitures construites ou reconstruites avec une toilette, l’une des plates-formes est remplacée par une extrémité fermée avec porte d’intercirculation et la toilette occupe une partie de cet espace.

## Service

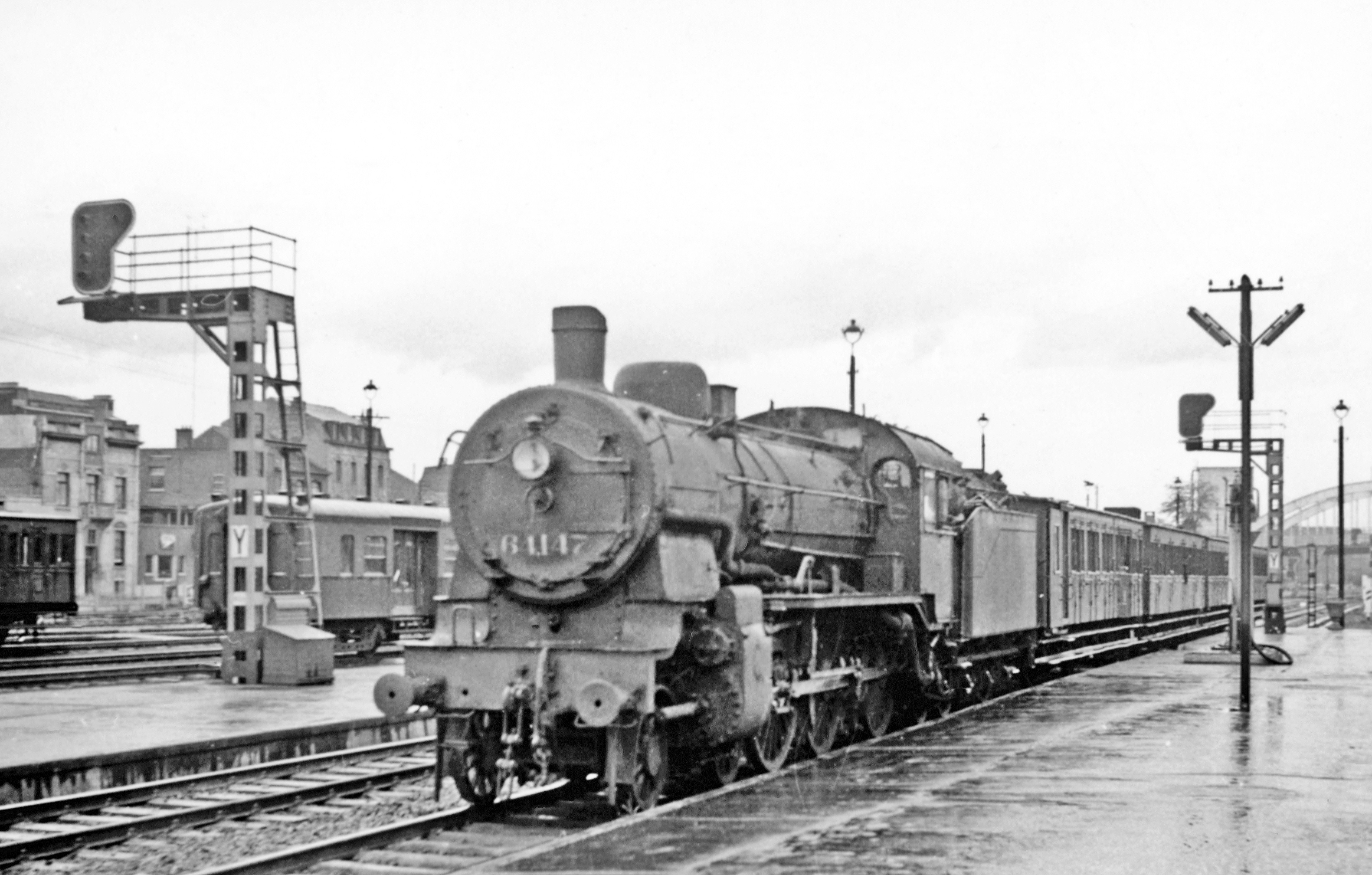
Une Type 64 remorquant une rame de voitures GCI près de Charleroi en 1957.

Avant 1914, les voitures GCI étaient utilisées en remplacement des voitures GC sur tous les trains rapides, directs et semi-directs, ainsi que des omnibus et trains d'ouvriers, bien que ces derniers utilisaient en priorité du matériel plus ancien. Seuls les trains internationaux bénéficiaient de matériel à bogie, livré à partir du début des années 1900.
Apparus en 1905, les trains-blocs remplacèrent les rames de voitures à portières latérales, d'abord entre Bruxelles et Anvers, puis sur les trains vers Liège ou Paris.
Durant leurs premières années de service, les GCI posèrent des problèmes aux Chemins de fer de l’État belge qui furent contraints d'allonger certains trains. En effet, alors qu'une GC de troisième classe sans toilette ni couloirs transportait 80 passagers, une GCI de troisième classe, pourtant plus longue et plus lourde[réf. nécessaire], ne transportait "que" 60 à 64 passagers en raison de l'espace alloué au couloir, à la présence d'une toilette et/ou de plates-formes extrêmes. Les quais de certaines grandes gares durent être allongés.
Un certain nombre de voitures GCI ne survécut pas à l'invasion de la Belgique en 1914, suivie par l'intégration du matériel belge pour l'effort de guerre allemand ou allié et sa dispersion dans toute l'Europe, parsemée de nombreuses destructions. En compensation, de nombreuses voitures allemandes furent cédées à la Belgique, notamment des voitures à trois essieux et portières latérales, proches des GCI mais dépourvues d'intercirculation. Jusqu'au début des années 1960, les voitures prussiennes à portières latérales firent partie du paysage ferroviaire belge ; elles étaient utilisées sur le même type de trains que les GCI. Après la Première Guerre mondiale, de nouvelles commandes de voitures GCI furent réalisées. Dès la fin des années 1920, la SNCB renonça à ses commandes des voitures en bois à cause des dégâts importants dont celles-ci étaient victimes en cas de collision.
Il faudra attendre le début des années 1930 pour qu'apparaissent les premières voitures métalliques, toutes munies de bogies, d'abord en service international (voitures I1) puis pour les trains du service intérieurs (voitures L et K1) et enfin pour les trains de banlieue (voitures M1).
Les voitures GCI furent alors déplacées vers les trains omnibus, les trains d'ouvriers, ainsi que des services locaux en province.
Au lendemain de la Seconde Guerre mondiale, la SNCB ne dispose pas d'assez de voitures métalliques et d'autorails modernes. Par conséquent, les GCI restèrent en service jusqu'à ce que les commandes de matériel moderne et les fermetures de lignes eurent raison des dernières GCI.
Les dernières sont retirées du service en 1965,.
Une réserve de voitures GCI et prussiennes fut conservée jusqu'en 1972 pour les trains militaires. Un certain nombre de ces voitures furent rachetées par des associations de préservation belges, allemandes et hollandaises.

### Démolition
Tout comme les voitures GC et de nombreuses voitures et wagons, des voitures GCI furent réutilisées sur des trains de travaux, comme wagon-atelier, wagons de service et, dans certains cas, la voiture, dépourvue ou non de ses roues, était utilisée comme local de service, statique.
Dans les années 1960, un grand nombre de voitures GCI furent démolies à l'atelier des wagons de Voroux[réf. nécessaire]. Comme il s'agissait de voitures en bois et que seul le métal était recyclé, on y mettait le feu pour se débarrasser du bois, de la peinture et des textiles (ce procédé était aussi utilisé pour les voitures métalliques et les tramways). Le bois, très sec, des voitures GCI brûlait tellement bien que le feu endommageait les traverses des voies de garage où elles étaient incendiées.

## Effectif et numérotation
De nombreuses voitures sont mises en service de 1900 à 1921. La SNCB en possédait 2876 en 1911.
D'importantes pertes auront lieu durant les deux conflits du vingtième siècle. Lors de la renumérotation de 1931, ces voitures passeront des matricules 1x.xxx à 9x.xxx. les séquences de matricule seront resserrées (suppression des "trous" correspondant aux véhicules déclassés). Un certain nombre de voitures changeront également de type à l'occasion de révisions et transformations, notamment à la suite des réparations découlant des dégâts pour faits de guerre. Les tables de correspondances entre anciens et nouveaux matricules s'en trouvent ainsi particulièrement sinueuses. Les numéros repris ci-dessous ne donnent donc que les correspondances correspondant à une centaine d'exemplaires au moins, en écartant de nombreux cas particuliers. Une tentative de traçage exhaustif a été réalisée par le site Lijn 58.
On retrouve principalement quatre grands types de configuration pour les voitures GCI produits en plusieurs séries :
- des voitures de troisième classe avec sept compartiments et demi, sans fenêtres de custode (premières séries)
  - Série 14.001 à 14.363 livrées de 1900 à 1903 (renumérotées 93.001 à 93.281 et 93.351 à 93.370 en 1931). Ni WC, ni frein à vis. 2 plateformes.
  - Série 14.365 à 14.980 livrées de 1900 à 1904. Renumérotées en 1931 dans quatre sous-séries différentes :
    - 93.501 à 93.800. L'une des plateformes est couverte et occupée par un cabinet de toilette et un frein à vis.
    - 93.851 à 93.872. Même configuration.
    - 96.501 à 96.667. Les deux plateformes sont couvertes, présence d'un WC mais pas de frein à vis.
    - 96.801 à 96.827. Les deux plateformes sont couvertes, présence d'un WC et d'un frein à vis.
- des voitures de troisième classe avec huit compartiments, munies de fenêtres de custode pour chaque compartiment, d'un WC et de frein à vis la plupart du temps.
  - Série 22.001 à 22.036 livrées en 1906 (renumérotées 96.668 à 96.695 en 1931). Deux passerelles fermées, pas de frein à vis.
  - Série 22.501 à 22.731 livrées en 1906 et 1907 (renumérotées 97.533 à 97.721). Deux passerelles fermées.
  - Série 22.732 à 22.763 livrées en 1907 (renumérotées 94.601 à 94.630). Deux passerelles fermées.
  - Série 22.764 à 22.982 livrées en 1908 (renumérotées 92.501 à 94.550 et 94.631 à 94.779). Une seule plateforme couverte.
  - Série 23.000 à 23.225 livrées en 1908 ont donné lieu à deux sous-séries
    - 95.501 à 95.625 et 95.701 à 95.741 disposant d'une plateforme ouverte.
    - 96.700 à 96.726 et 96.830 à 96.874 dont les deux plateformes ont été fermées.

  - Série 23.227 à 23.254 et 24.001 à 24.0029 livrées en 1912 (renumérotées 93.901 à 93.954 en 1931). une plateforme ouverte.
  - Série 22.988 à 22.999 et 24.030 à 24.065 livrées en 1913 (renumérotées 94.780 à 94.822 en 1931). Une plateforme ouverte.
  - Après les deux conflits, la transformation / reconstruction de voitures de divers types endommagées a donné lieu à la création de nouvelles séries :
    - Après la première guerre mondiale : matricules 94.301 à 94.331. Certaines avaient la particularité d'avoir circulé temporairement sans leur essieu central. Les 6 premières étaient issues de la première génération de GCI et sont restées dépourvues de WC.
    - Après la seconde guerre mondiale : matricules 94.001 à 94.082 et 95.801 à 95.905.

  - Série 25.000 à 25.195 livrées en 1921 (renumérotées 97.723 à 97.914 en 1931). Deux passerelles fermées.
- des voitures de première et seconde classe avec un ou deux compartiments de première classe et quatre ou cinq de seconde. Par la suite, quelques voitures mixtes à six compartiments verront un de leurs compartiments transformé en compartiment à bagages.
  - Série 12.001 à 12.328 livrées de 1900 à 1906 (renumérotées 90.001 à 90.211 en 1931). Ni WC, ni frein à vis. 2 plateformes.
  - Série 12.501 à 12.781 livrées en 1900 et 1901 (renumérotées 90.501 à 90.680). WC sans une plateforme couvertes, pas de frein à vis.
  - Série 12.784 à 12.865 livrées en 1908 (renumérotées 90.681 à 90.739). Même configuration.
  - Série 13.001 à 13.098 livrées en 1901 et 1902 (renumérotées 90.351 à 90.425). 2 Plateformes donc pas de WC, frein à vis.
  - Série 13.501 à 13.830 livrées entre 1901 et 1908 (renumérotées 90.740 à 90.964, 91.002 à 91.180, 91.501 à 91.565). WC et frein à vis.
  - Série 30.101 à 30.500 livrées en 1921 divisés en deux sous-séries :
    - 91.100 à 91.200 disposant d'un WC et d'un frein à vis. Un compartiment transformé en fourgon.
    - 91.566 à 91.957 sans compartiment fourgon.
- des voitures de seconde classe aménagées avec six compartiments (numérotation à trois chiffres, étonnamment). La première classe étant absente sur certains trains, le(s) compartiment(s) de première était aménagé de la même manière que ceux de seconde; il était possible d'ajouter des tissus et marquages amovibles lorsque ces compartiments devaient tout de même être réservés aux voyageurs de première classe.
  - Série 501 à 575 livrées principalement en 1921. Une passerelle fermée, WC et frein à vis.
  - Série 576 à 684 livrées principalement entre 1901 et 1911. Même configuration.
- fourgons à bagages à trois essieux avec une ou deux plates-formes.
  - Série 15.001 à 15.477 livrées entre 1901 et 1909 (renumérotées 98.001 à 98.141, 99.001 à 99.006, 99.601 à 99.678).
  - Série 15.478 à 15.646 livrées entre 1909 et 1911 (renumérotées 98.501 à 98.637).
  - Série 40.001 à 40.299 livrées en 1921 (renumérotées 99.007 à 99.302).
  - Série 40.300 à 40.519 livrées en 1921 (renumérotées 98.638 à 98.851).

## Voitures préservées
Plusieurs voitures sont préservées, une partie nécessitent toutefois une sérieuse restauration de leurs caisses en bois.
- Trois voitures sont conservées par la SNCB. Elles ont fait l’objet d’une rénovation à l'occasion des festivités du 150e anniversaire des chemins de fer belges. Il s'agit des C 93.948 (ex. 24.023)[5], C 96.556 (ex 14.439)[6], ABD 91.001 (ex AB 91.808 / 30.348). Cette dernière, équipée d’un compartiment à bagages, est exposée à Train World[7]. Une GCI de troisième classe des premières séries (à 7 compartiments et demie, sans glaces de custode, était également préservée en 2008[8]).
- Quatre voitures (AB 91.638 C 94.806, 95.613 et 96.715) et un fourgon (D 99.132) ont vu leur caisse en bois reconstruite en 2001[2] au Chemin de fer à vapeur des Trois Vallées (deux autres attendent une rénovation : AB 91.919, C 95.568 ou 95.572, l'autre ayant été vendue). L'association avait initialement acquis 10 voitures.
- Trois voitures (AD 91.900, B 94.539 et 96.544) ont assuré, entre 1973 et le début des années 2000, l'exploitation du Train 1900 au Luxembourg et servent actuellement de rame de réserve après avoir été révisées en 2004.
- La voiture C 96.626 est en exploitation au Chemin de fer à vapeur Termonde - Puurs (BVS). Trois autres voitures et un fourgon attendent leur rénovation (notamment la C 96.669). L'association héberge aussi la voiture C 96.556 de la SNCB depuis 2017;
- Au Museum Buurtspoorweg - Pays-Bas, une rame composée de trois voitures en exploitation : C 95.703 (ex 23.131), C 96.704 (ex. 23.007) et 96.819 (ex. 23.049). Elle dispose par ailleurs du fourgon 98.789 (ex. 40.465) utilisé comme atelier et de la voiture AB 91.854, récupérée lors d'un échange avec le Delmenhorst-Harpstedter Eisenbahn (de) et à rafraîchir. Enfin, un châssis de réserve, récupéré sur la C 96.812 au Stoomtrein Goes - Borsele, complète le patrimoine de cette association[9].
- Le Train de la Sauve, dans le bordelais, a acquis fin 2017 une des GCI "à rénover" du CFV3V (C 95.568 ou 95.572). Les travaux de rénovation ont commencé en mai 2019[10]

## Galerie de photos

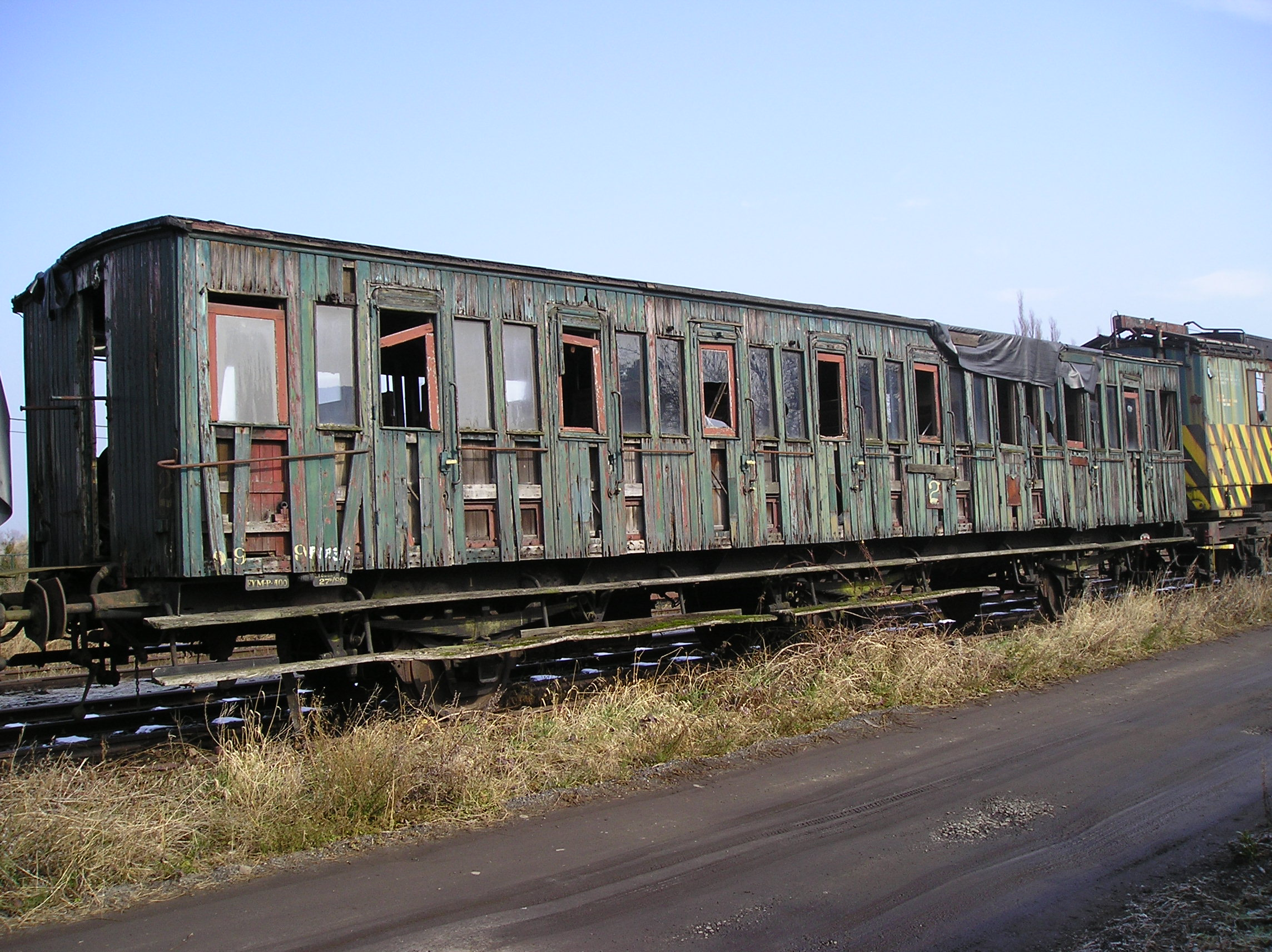
L'une des voitures à restaurer du BVS. Les caisses en bois résistent mal aux intempéries.
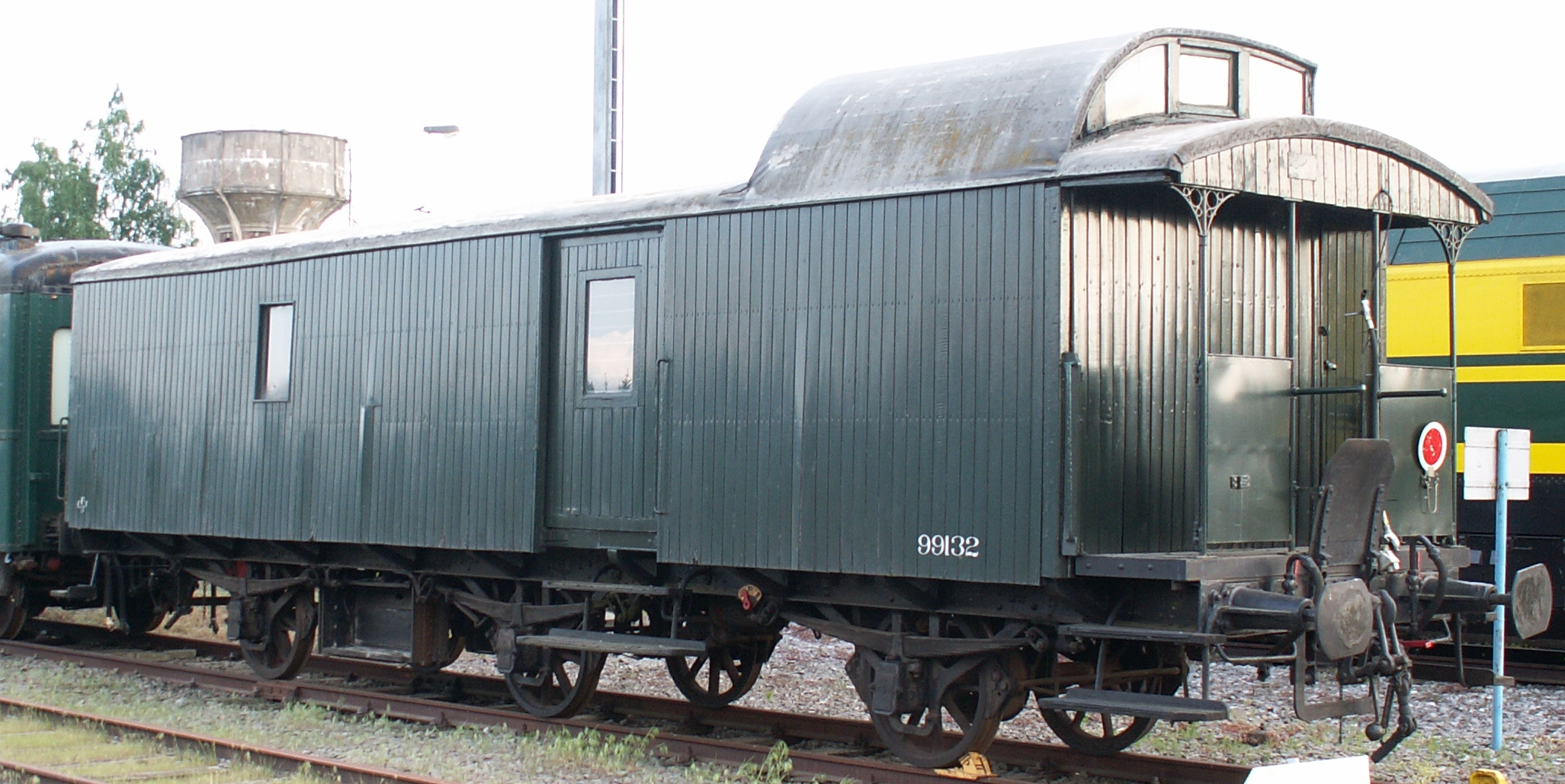
Un fourgon à bagage reconstruit et préservé par le CFV3V.
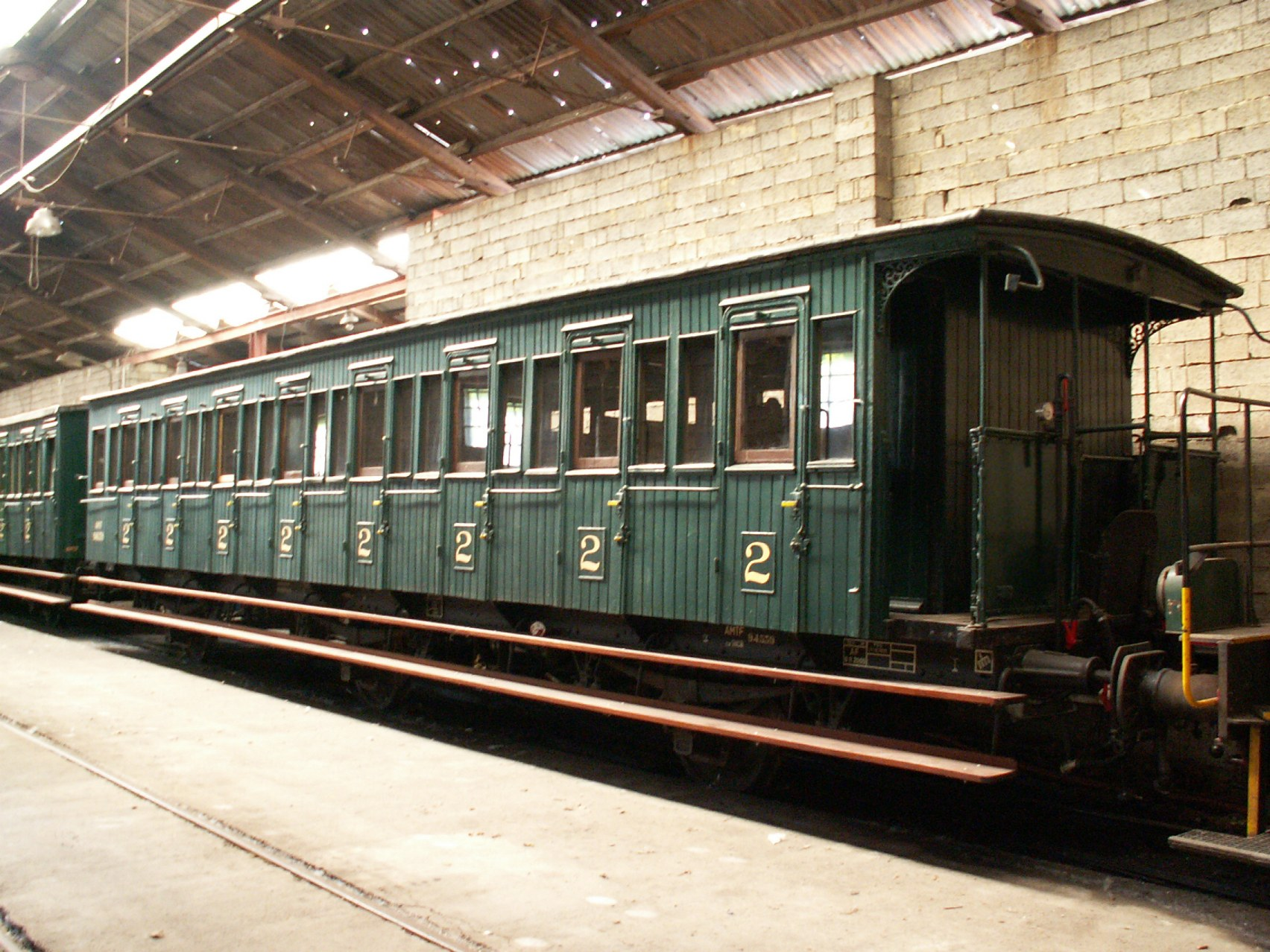
Une voiture de 3e classe préservée par l'AMTF au train 1900 à Rodange (LU).
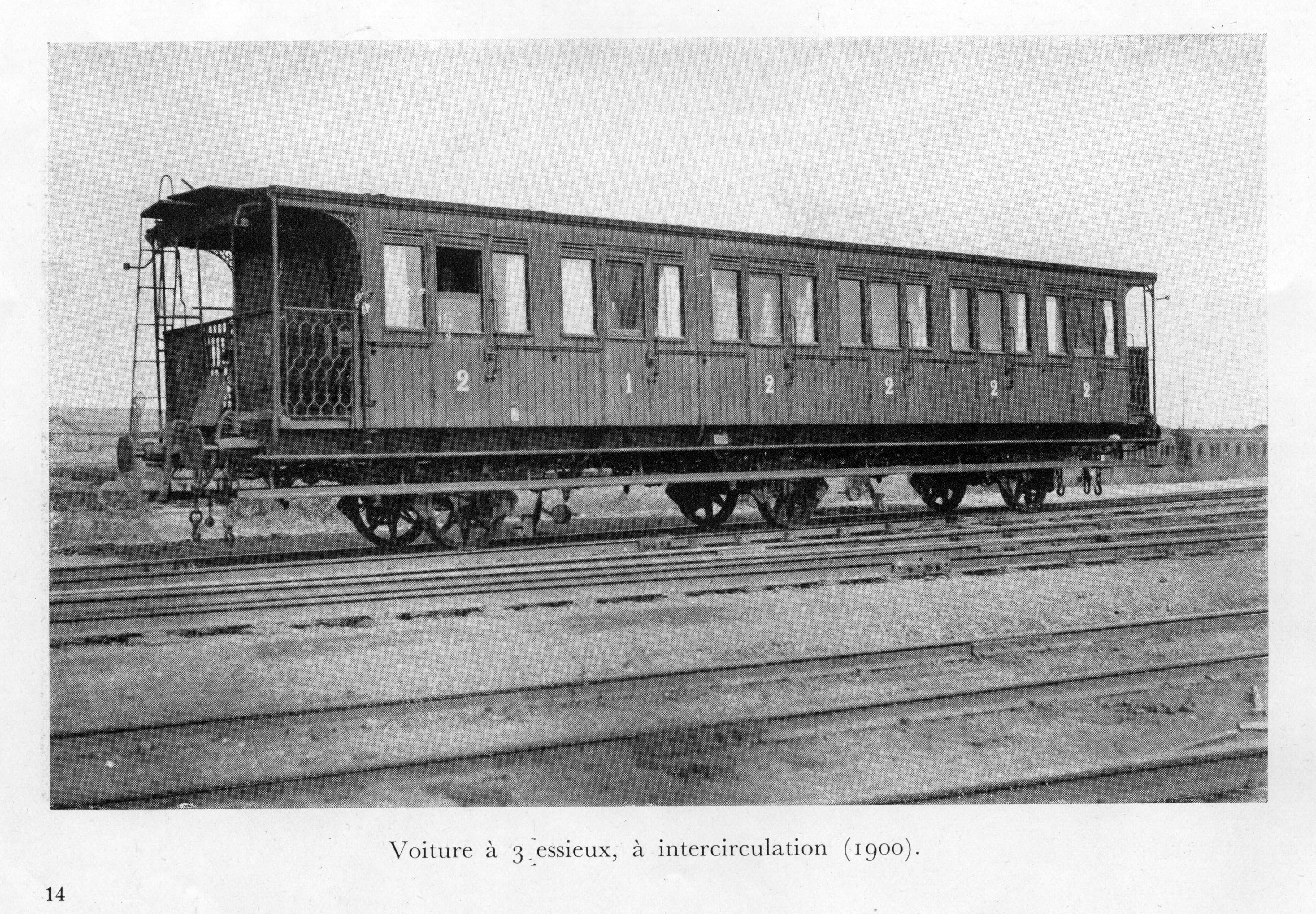
Une voiture AB à deux plates-formes ouvertes, dépourvue de WC.
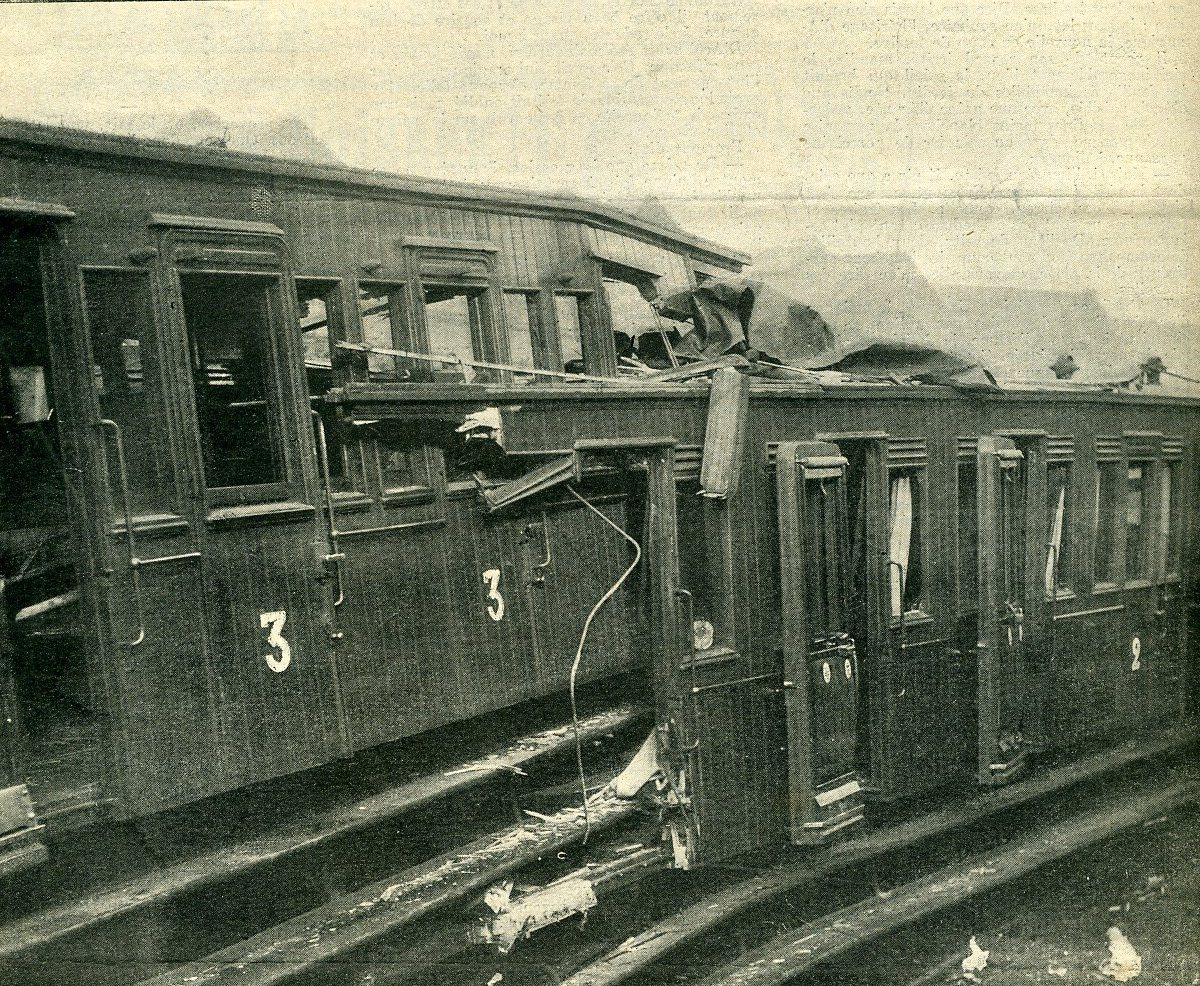
Deux voitures GCI ou GC télescopées après un accident en 1904.